# Канаш (станция)
Канаш — узловая станция Горьковской железной дороги, крупный железнодорожный узел. Находится в городе Канаше Чувашской Республики.
Станция расположена на электрифицированном участке Казанского хода Транссиба. Относится к Казанскому региону Горьковской ЖД. По характеру работы отнесена к 1 классу.

## История

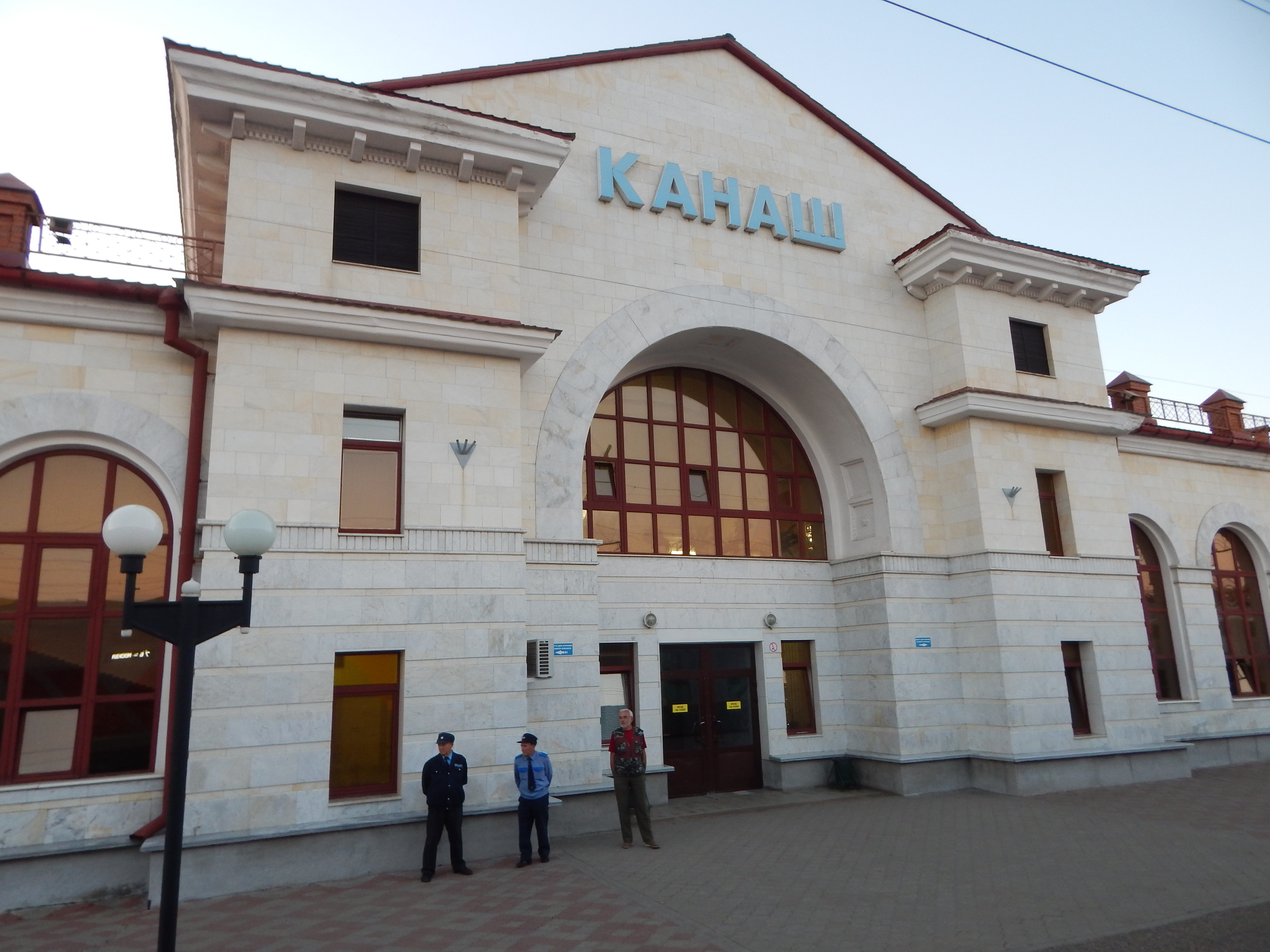
Здание вокзала

В июне 1890 года в Цивильский уезд была направлена экспедиция для выявления возможности прокладки железнодорожной линии в пределах Казанской губернии. 15 июня 1891 года вышло распоряжение императора Александра III, которое разрешило акционерному обществу Московско-Казанской железной дороги приступить к строительным работам от Рязани до Казани.
В рамках строительства этой дороги с осени 1891 года прокладывалась линия между станциями Сасово и Свияжск. Управление Московско-Казанской железной дороги выбрало расположенное в 18 км от поляны Алшихово чувашское селение Ибреси местом, рядом с которой расположилась одноимённая станция на линии между городом Алатырь и посёлком Шихраны.
В 1925 году посёлок и станция Шихраны переименованы в Канаш.
Новый вокзал открыт 31 июля 1955 года.
На станции установлен памятный знак «50 000» в честь 50-тысячного километра электрифицированных железных дорог в СССР (1986 год).

## Пассажирское движение
Крупный пассажирский пересадочный узел Казанского направления. В здании вокзала имеются железнодорожные кассы, зал ожидания, пункты питания и камеры хранения. На станции останавливаются все пассажирские поезда, следующие в восточном, западном, северном и южном направлениях. Пригородное сообщение осуществляет пригородная пассажирская компания «Содружество»